# Climacoptera longipistillata
Climacoptera longipistillata är en amarantväxtart som beskrevs av Viktor Petrovitj Botjantsev. Climacoptera longipistillata ingår i släktet Climacoptera, och familjen amarantväxter. Inga underarter finns listade i Catalogue of Life.